# Шпажинский, Юрий Ипполитович
Юрий Ипполитович Шпажинский (1874 — 1939, Симферополь) — российский и советский художник-пейзажист. Член Ассоциации художников революционной России (с 1923 года).

## Биография
Родился в 1874 году. Отец — Ипполит Васильевич Шпажинский (1845—1917) — русский драматург, мать — пианистка.
Учился в Севастопольском Константиновском реальном училище. По окончании четвёртого класса в 1888 году получил награду в виде картины за успехи в рисовании. Окончив обучение в училище в 1891 году учился в Харьковском и Новороссийском университетах. С 1898 по 1903 год получал образование в Императорской Академии художеств в Санкт-Петербурге у Александра Киселёва в пейзажной мастерской живописи. Получил звание художника за картину «Вечер».
Писал в жанре пейзаж. Участвовал в выставке Товарищества южнорусских художников (1904). Проводил опыты с камуфляжем судов на Черноморском и Балтийском флотах.
В 1920-е годы открыл собственную изостудию в Севастополе, являлся организатор художественной студии для красноармейцев. Участник и организатор севастопольских и крымских художественных выставок.
В 1923 году вошёл в состав оргкомитет севастопольского отделения Ассоциации художников революционной России, а впоследствии стал его председателем. С 1925 года — член оргкомитета Крымской Ассоциации художников революционной России.
Являлся режиссёром и художником массовых мероприятий. Ставил театрализованных представлений, среди которых была инсценировка взятия Бастилии при участии войск и артиллерии на Куликовом поле в мае 1921 года.
Работал Севастопольском городском отделе народного образования. Во время сталинских репрессий в конце 1930-х годов его супруга была арестована и выслана из Крыма. Юрий Шпажинский после этого переехал в Симферополь. Работал в художественной школе Николая Самокиша.
По устной легенде выпив, художник Юрий Ипполитович Шпажинский позволил себе при свидетелях частушку: "Ах огурчики, ах помидорчики, Сталин Кирова пришил в коридорчике". За это ему грозило 10 лет лагерей, но главный врач Симферопольской психиатрической больницы Н. И. Балабан забрал его на обследование и вынес диагноз о психическом болевании. Шпажинский «психически болен», он даже не знает, кто такой Климент Ворошилов. Позднее художник был выписан.
Скончался в 1939 году в Симферополе.
Его посмертная выставка прошла в 1940 году в Севастополе. Работы Шпажинского хранятся в Музее-заповеднике героической обороны и освобождения Севастополя, Севастопольском художественном музее имени М. П. Крошицкого и Краснодарской картинной галерее.